# 아메리카 FC (리우데자네이루)
아메리카 FC(America Football Club)는 브라질의 리우데자네이루주 리우데자네이루를 연고지로 하는 축구 클럽으로, 1904년 9월 18일에 창단되었다. 연고지 리우데자네이루 주의 약어를 따 아메리카-RJ라고도 표기된다. 홈 경기장으로 이스타지우 지울리치 쿠치뉴를 사용하며, 수용인원은 16,000명이다. 구단의 상징색은 빨강과 하양이다.
앰블럼 상단에 노란 별 하나가 있는데, 이는 1982년 토르네이우 두스 캄페옹이스에서 우승을 차지한 이후 달게 되었다. 해당 대회는 당해 브라질 모든 대회의 우승팀들이 모여 일시적으로 개최한 전국구 토너먼트 대회였다.

## 역사

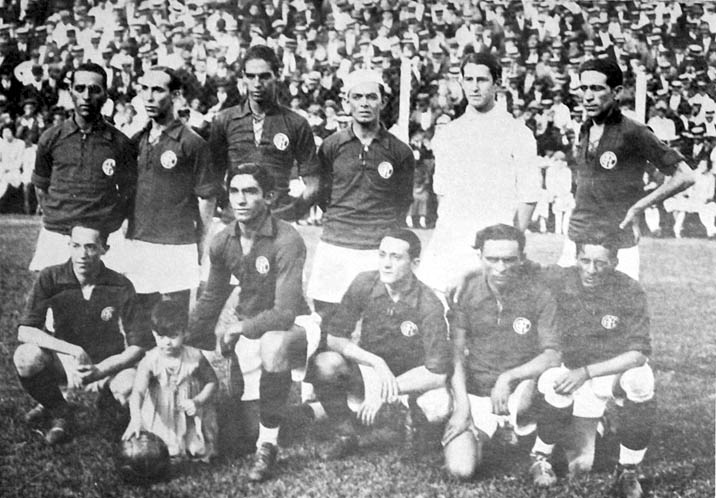
1929년 아메리카 FC

1904년 9월 18일 아우베르투 콜츠부허, 아우프레두 길례르미 코엘러, 아우프레두 모르슈테트, 구스타부 브루누 모르슈테트, 엔히키 모르슈테트, 자이미 파리아 마샤두, 오즈와우두 모르슈테트 등 독일계 축구인이 모여 아메리카 FC를 창단하였다. 1905년 방구 AC, 보타포구 FR, 플루미넨시 FC와 함께 리우데자네이루 축구 연맹을 결성하였으며, 이는 리우데자네이루 최초의 축구 연맹이었다. 1913년 캄페오나투 카리오카에서 첫 우승을 차지하였다.
1971년 캄페오나투 브라질레이루 세리이 A 첫 시즌에 참가하였으며, 구단은 11위를 기록하였다.

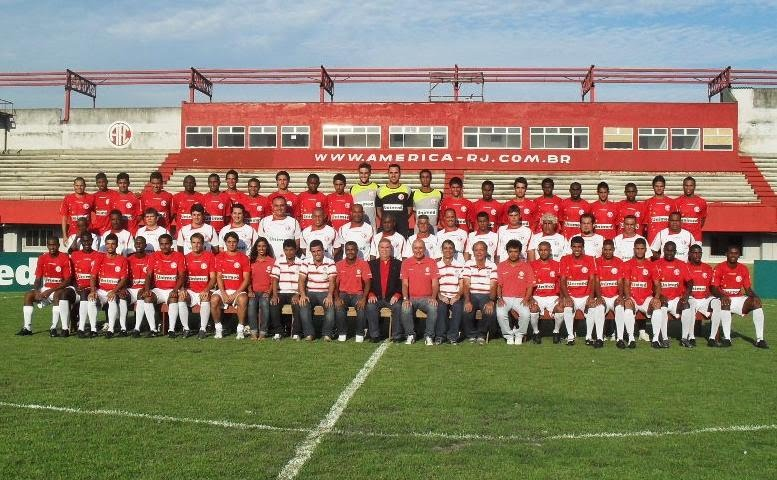
2009년 선수단 사진

2008년 캄페오나투 카리오카 1부리그에서 강등을 당하는 충격을 받기도 하였으나, 이듬해 2부 리그에서 우승을 차지하고 곧바로 승격에 성공하였다. 그러나 2010년에 다시 주리그 2부로 강등되었고, 이 후 지속적으로 2부 리그에서 활동하게 되었다. 2015년 2부 리그 우승을 차지하며 5년만에 주리그 1부로 복귀하는 데에 성공하였다.

## 수상
- 토르네이우 두스 캄페옹이스
  - 우승 (1회) : 1982
- 캄페오나투 카리오카
  - 우승 (7회) : 1913, 1916, 1922, 1928, 1931, 1935, 1960
- 캄페오나투 카리오카 2부
  - 우승 (2회) : 2009, 2015

## 선수 명단

### 현역
참고: FIFA 자격 규정에 따라 소속된 국가대표팀 국기를 표시합니다. 선수는 복수의 FIFA 비회원국 국적을 가지고 있을 수 있습니다.
| 번호 | 포지션 | 국적 | 이름          |
| ---- | ------ | ---- | ------------- |
| -    | MF     |      | 마티아스 소사 |

| 번호 | 포지션 | 국적 | 이름 |
| ---- | ------ | ---- | ---- |

## 역대 감독
| 감독                  | 임기        |
| --------------------- | ----------- |
| 자이르 페헤이라       | 1985        |
| 조르지뉴              | 2006        |
| 베베투                | 2009 ~ 2010 |
| 아르투르 베르나르지스 | 2010        |

틀:아메리카 FC (리우데자네이루) 선수 명단
틀:캄페오나투 카리오카 세리이 A2